# Võ Nguyên Giáp
Võ Nguyên Giáp, född 25 augusti 1911 i An Xá, Lệ Thủy i Quang Binh i dåvarande franska protektoratet Annam, död 4 oktober 2013 i Hanoi, var en fyrstjärnig general i den vietnamesiska armén under Ho Chi Minhs politiska ledning.

## Biografi
Giap studerade vid Hanois universitet där han blev övertygad kommunist då han mötte och blev vän med Dang Xuan Khu, även känd under namnet Truong Chinh. Denne var en av kommunisternas viktigaste ideologer. Giap betalade sina studier genom att arbeta som historielärare.
1939 flydde han till Kina då Frankrike försökte fängsla kommunisterna. Där mötte han för första gången Ho Chi Minh. I maj 1941 bildades Vietminh, en gerillaorganisation som ville få Vietnam fritt från ockupationsmakten Japan och i förlängningen kolonialmakten Frankrike. Under andra världskriget hjälpte Vietminh de allierade mot ockupationsmakten Japan genom underrättelseverksamhet. Giaps uppgift under denna tid var att avslöja vilka som var kollaboratörer. 
Efter andra världskriget blev han försvarsminister i Vietnam. I september 1945 bildade Ho Chi Minh ett självständigt Vietnam i tron att han skulle bli accepterad av sina allierade i kriget. USA motsatte sig detta då man inte ville stöta sig med Frankrike som krävde att få tillbaka sina kolonier och då det stod fullt klart att ett sådant val skulle vinnas stort av Vietminh och därmed betyda ett självständigt Vietnam. Detta ledde till att Giap blev indragen i ännu ett frihetskrig. Efter fransmännens attack i Haiphong 1946 med många civila dödsoffer försökte Giap genomföra en motoffensiv, men kunde inte mäta sig med fransmännen vare sig i utbildning eller i materiel, och operationerna mot fransmännen var dåligt organiserade och ledde till kostsamma nederlag. Vietminh drog sig då tillbaka till gränstrakterna mot Kina. Man hade däremot lyckats vinna befolkningens stöd. 
De vietnamesiska styrkorna blev mer erfarna och bättre utrustade och bjöd fransmännen allt bättre motstånd. I syfte att tvinga fram ett avgörande slag byggde fransmännen upp en stor militärbas på den isolerade platsen vid Dien Bien Phu i norra Vietnam. Giap drog samman 49 000 man och hade dessutom tillgång till kinesiskt artilleri som nedmonterat fraktades över bergen på åsnor och cyklar. Giap ledde sina trupper till seger i det avgörande slaget vid Dien Bien Phu 1954. Genom fredsfördraget delades Vietnam i två delar längs den 17 breddgraden, Nordvietnam och Sydvietnam bildades, och det förhandlades fram att fria val skulle hållas för att det vietnamesiska folket själva skulle få avgöra frågan om självständighet. USA och Frankrike bröt emellertid mot denna överenskommelse och tillsatte genom uppenbart odemokratiska val Ngo Dinh Diem som diktator i södra Vietnam.
1959 inleddes ytterligare ett frihetskrig med Giap som ledare – Vietnamkriget, mot den oppositionella och USA-stödda södra delen av landet. Giap var försvarsminister och förespråkade gerillakrigföring, och var kritisk mot öppna slag. Han var därför negativ till den omfattande Têt-offensiven, och befann sig i Ungern för medicinsk vård när den startade. Tidpunkten för resan kan ha varit vald på grund av schismen med Lê Duẩn och Văn Tiến Dũng som var drivande bakom offensiven. Den 30 april 1975 enades landet, då Giap intog den sydvietnamesiska huvudstaden Saigon.
Giap skrev flera böcker om militär strategi. Giap ansågs vara en av 1900-talets främsta militärstrateger och har hyllats som sådan av bland annat den sovjetiske marskalken Dimitrij Ustinov.[källa behövs] Den 7 maj 2004 var Giap med vid 50-årsfirandet av slaget vid Dien Bien Phu, både i Vietnam och i Frankrike.